# Pleasure Factory
Pour plus de détails, voir Fiche technique et Distribution.
Pleasure Factory (โรงงานอารมณ์, Kuaile gongchang) est un film thaïlandais et singapourien d'Ekachai Uekrongtham sorti en 2007.

## Synopsis
Une nuit dans un quartier de Singapour, clients et prostitués des deux sexes se rencontrent.

## Fiche technique
- Titre : Pleasure Factory
- Titre original : โรงงานอารมณ์ (Kuaile gongchang)
- Titre chinois : 快乐工厂
- Scénario : Ekachai Uekrongtham
- Réalisation : Ekachai Uekrongtham
- Musique : Bruno Brugnano
- Photographie : Brian Gothong Tan
- Montage : Brian Gothong Tan
- Production : Ekachai Uekrongtham
- Société de production : Fortissimo Films, Innoform Media et Spicy Apple Films
- Société de distribution : Wild Side Films (France)
- Pays :  Thaïlande,  Singapour,  Pays-Bas et  Hong Kong
- Genre : Drame
- Durée : 88 minutes
- Dates de sortie : 
  -  Thaïlande : 18 octobre 2007

## Distribution
- Yang Kuei-mei : Linda
- Ananda Everingham : Chris
- Loo Zihan : Jonathan
- Isabella Chen : adolescente
- Jeszlene Zhou : Ming

## Analyse
Ekachai Uekrongtham s'est inspiré du cinéma de Apichatpong Weerasethakul pour essayer de retranscrire la notion du plaisir (sexuel) dans son semi-documentaire Pleasure Factory.